# Нижня Терса (зупинний пункт)
Нижня Терса — пасажирський залізничний зупинний пункт Запорізької дирекції Придніпровської залізниці на електрифікованій лінії Синельникове I — Запоріжжя I між станціями Івківка (8 км) та Славгород-Південний (5 км). Розташований біля села Тургенєвка та населених пунктів Третяківка (1 км) і Володимирівське (1,5 км) Синельниківського району Дніпропетровської області. Поруч з зупинним пунктом пролягає автошлях територіального значення Т 0445.

## Історія
13 липня 2023 року зупинний пункт Платформа 1049 км перейменований на Нижня Терса. Назва зупинного пункту походить від однойменної річки, що тече поруч.

## Пасажирське сполучення
На зупинному пункті зупиняються приміські електропоїзди напрямку Запоріжжя — Синельникове I — Дніпро.